# エマヌエル・スウェールツ
エマヌエル・スウェールツ（Emanuel Sweert、1552年 - 1612年）は、オランダの画家、園芸家である。1612年の著書『花譜』（Florilegium Amplissimum et Selectissimum）で知られる。スウェルーツの花譜は日本に伝わり、1761年、平賀源内の蔵書となり、蔵書目録で『紅毛花譜』として紹介された。

## 略歴
ゼーフェンベルゲンに生まれた。スウェールツの時代は、オランダや英仏の貿易船によって世界各地の植物がヨーロッパに紹介された時代であった。人々の植物に対する関心の高まりに答えるために、商人は各地から珍しい植物を運んだ。スウェールツ『花譜』は560種を掲載した園芸植物のカタログで、手彩色銅版画110枚を収録しており、1612年にフランクフルトの印刷業者ヨハン・テオドール・ド・ブリーによって出版された。植物学者のピエール・ヴァレが準備した植物が描かれた。美しい図版は人気を呼び、1612年から1647年の間に6版を重ねた。この時期、オランダではチューリップ・バブルが発生した。スウェールツは神聖ローマ皇帝、ルドルフ2世のウィーンの植物園の園長として雇われていた。また『花譜』の図版の多くはルーブルのフランス王、アンリ4世の植物園で栽培されていた植物である。

## 作品

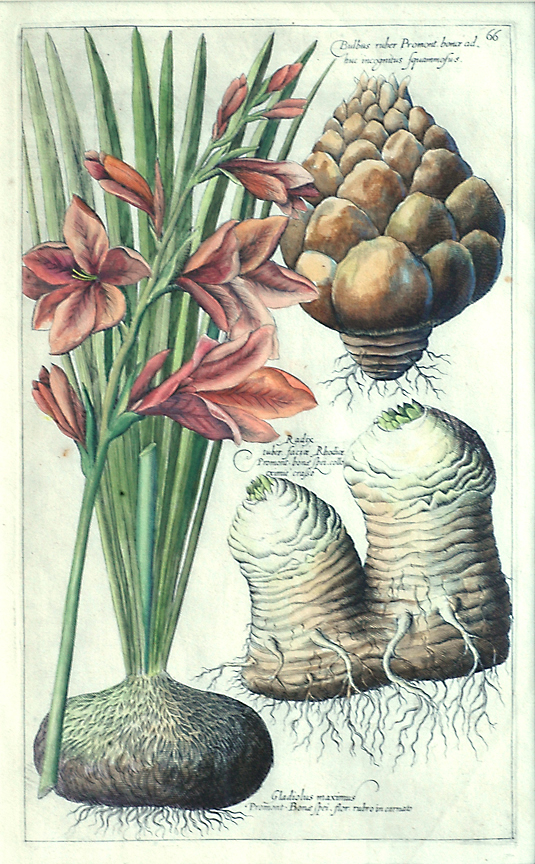
Florilegiumの図版
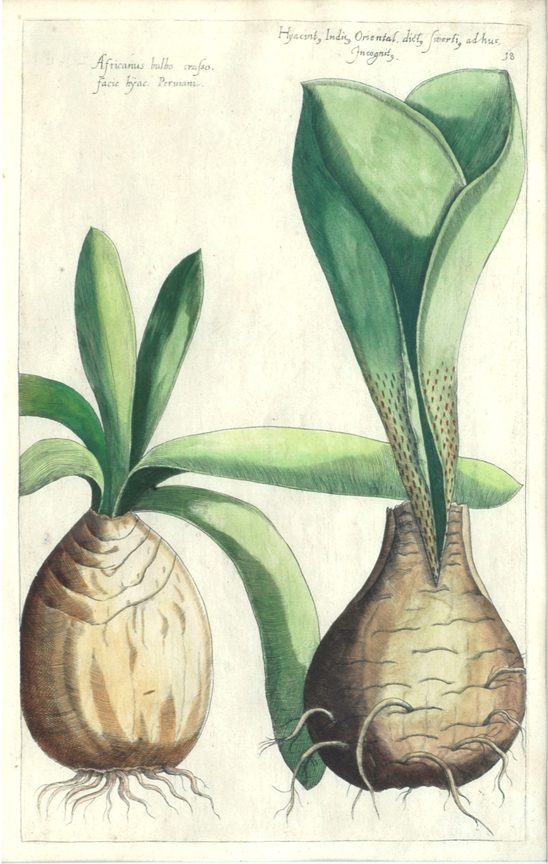
Florilegiumの図版
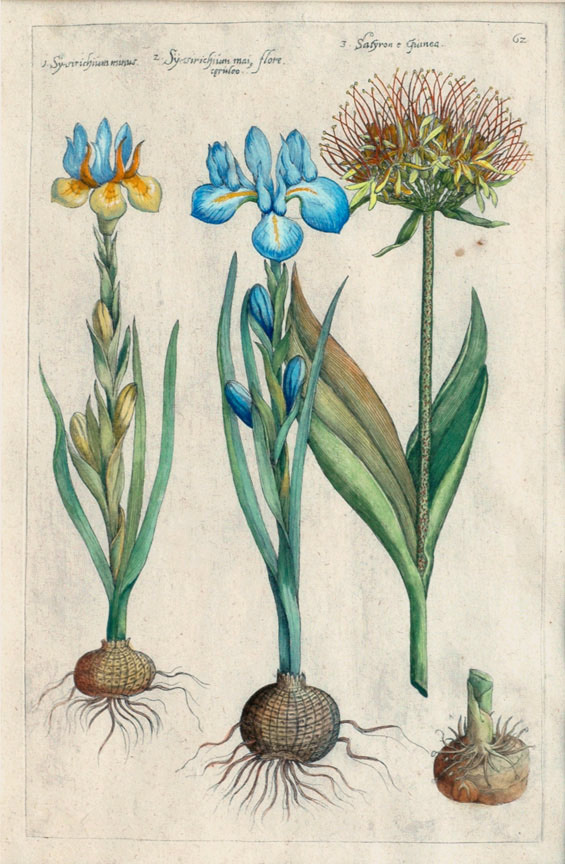